# Fopius ferrari
Fopius ferrari är en stekelart som beskrevs av Dugald Carmichael och Robert A.Wharton 2005. Fopius ferrari ingår i släktet Fopius och familjen bracksteklar. Inga underarter finns listade i Catalogue of Life.